# 25 (numero)
Venticinque (cf. latino viginti quinque, greco πέντε καὶ εἴκοσι) è il numero naturale dopo il 24 e prima del 26.

## Proprietà matematiche
- È un numero dispari.
- È un numero composto dai seguenti 3 divisori: 1, 5, 25. Poiché la somma dei divisori (escluso il numero stesso) è 6 < 25, è un numero difettivo.
- È il quadrato di 5, e la somma di due quadrati, 32 + 42.
- È un numero idoneo.
- È un numero potente.
- È l'unico quadrato inferiore di 2 unità rispetto ad un cubo, 25 = 33 - 2.
- È un numero automorfo; tutte le potenze di 25 terminano con 25.
- È un numero quadrato centrato.
- È un numero di Friedman nel sistema numerico decimale.
- In base 10, è il più piccolo numero ad avere una persistenza moltiplicativa di 3.
- È parte delle terne pitagoriche (7, 24, 25), (15, 20, 25), (25, 60, 65), (25, 312, 313).
- È un numero palindromo nel sistema di numerazione posizionale a base 4 (121).
- È un numero fortunato.
- È un numero di Cullen.

## Chimica
- è il numero atomico del manganese (Mn).

## Astronomia
- 25D/Neujmin è una cometa periodica del sistema solare.
- 25 Phocaea è un asteroide della fascia principale battezzato così in onore dell'antica città greca di Focea.
- L'oggetto M25 è un brillante ammasso aperto visibile nella costellazione del Sagittario.
- NGC 25 è una galassia lenticolare della costellazione della Fenice.

## Astronautica
- Cosmos 25 è un satellite artificiale russo.

## Simbologia

### Smorfia
- Nella smorfia il numero 25 è il Natale.

## Convenzioni

### Calendario
- è il numero di anni di matrimonio dopo cui si festeggiano le nozze d'argento.

### Informatica
- la IANA raccomanda l'utilizzo di questo numero di porta nel protocollo SMTP.